# ATR (компания)

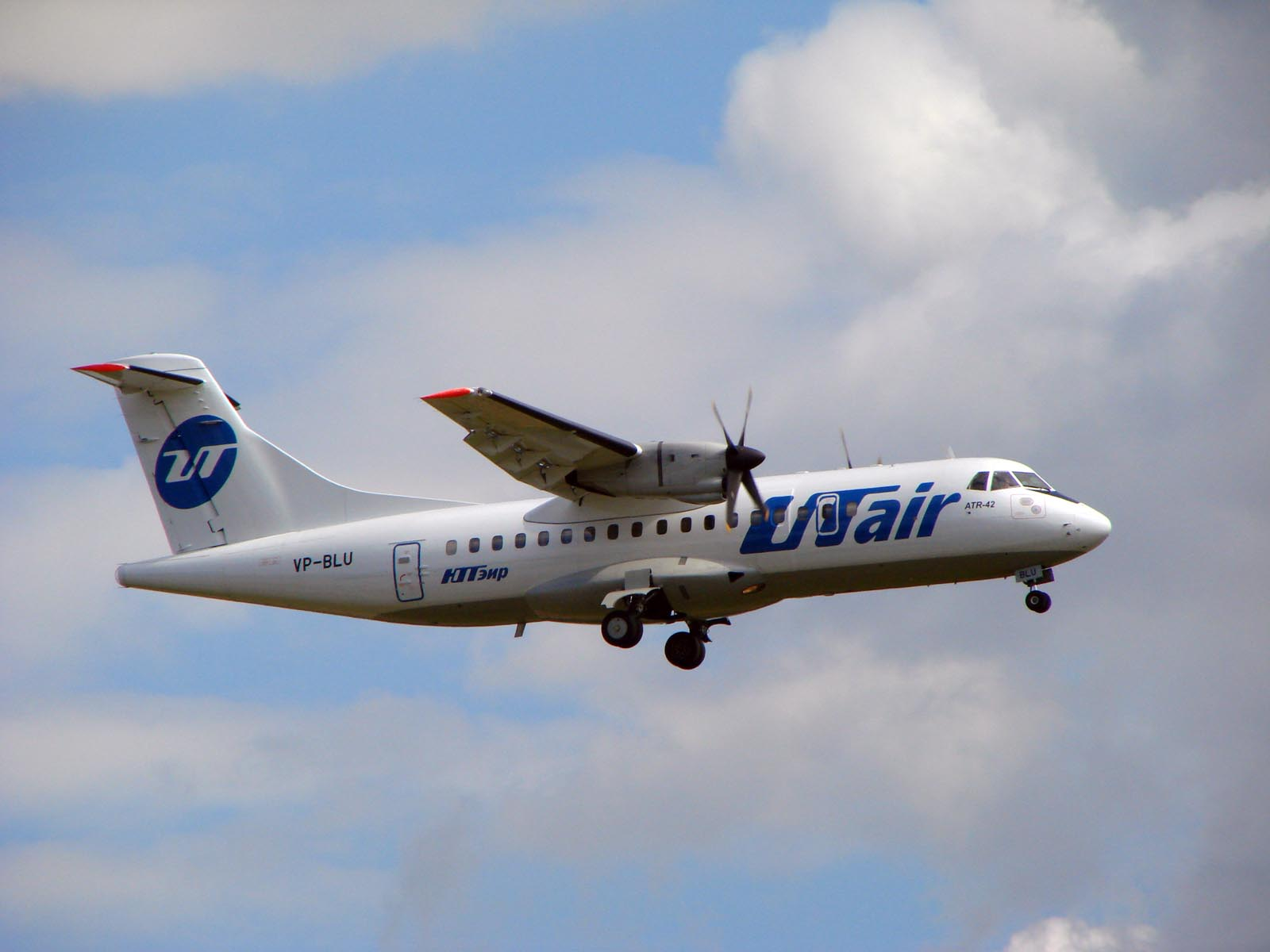
ATR 42-320 российской авиакомпании ЮТэйр

ATR (фр. Avions de Transport Régional, итал. Aerei da Trasporto Regionale, по-русски произносится: «а-тэ-эр») — франко-итальянский производитель авиационной техники, созданный в 1981 году компаниями Aérospatiale (ныне Airbus, Франция) и Aeritalia (ныне Alenia Aeronautica, Италия). Выпускает турбовинтовые региональные пассажирские самолёты ATR 42 и ATR 72.

## Деятельность
Заводы Alenia Aeronautica в Неаполе производят фюзеляж самолёта и элементы оперения. Крыло самолёта изготавливает подразделение EADS в Бордо. Окончательная сборка осуществляется в Тулузе, Франция. По состоянию на начало 2018 года, компания продала около 1700 самолётов более чем 200 операторам.
Фирма является мировым лидером в производстве региональных турбовинтовых самолётов (от 40 до 74 мест).
На самолёт устанавливались различные двигатели. Шесть лопастей, которыми они снабжены, позволяют уменьшить вибрацию и шум.
Известно не менее 9 крупных авиационных происшествий у этого типа самолёта, начиная с 1994 года, вызванных разными причинами. Последняя из них произошла с ATR 72 в Бразилии 9 августа 2024 года.

## Продукция
- ATR 42
- ATR 72